# Жоржи Месиас
Жоржи Родриго Араужо Месиас (на португалски: Jorge Rodrigo Araújo Messias, роден на 25 февруари 1980) е бразилски юрист, настоящ главен адвокат на Съюза, назначен от президента Лула да Силва на 1 януари 2023 г. От 2007 г. е финансов прокурор във Финансовата прокуратура на Бразилия и е бил заместник-ръководител по юридическите въпроси на Президентската канцелария при управлението на Дилма Русев.
През 2003 г. завършва право във Федералния университет на Пернамбуко в Ресифе, а през 2018 г. придобива магистърска степен по развитие, общество и международно сътрудничество в Университета на Бразилия, където е докторант в същата област.
Работил е като прокурор на Централната банка и на Националната банка за развитие (BNDES), като юридически консултант на Министерството на науките, технологиите и иновациите и като секретар по регулирането и надзора на висшето образование в Министерството на образованието; бил е още заместник-началник на Отдела за анализ и мониторинг на правителствените политики в Канцеларията на президента и парламентарен асистент на сенатор Жакис Вагнер.
Името на Месиас нашумява през 2016 г., когато е споменат като Бесиас в запис на телефонен разговор между тогавашния президент Дилма Русеф и Лула да Силва, срещу когото по това време тече разследване за участие в корупционни схеми около Петробрас. В записа, направен от съдебната полиция и разпространен в медиите, Русеф казва на Лула да Силва, че ще му даде официален указ за назначаване в нейното правителство като министър на Президентската канцелария и че документът ще му бъде препратен по Бесиас, за да може той да си послужи с него „в случай на необходимост“. Една от целите на тогавашното назначаване на Да Силва в правителството е да го спаси от евентуален арест в рамките на корупционния скандал с Петробрас, тъй като министрите в Бразилия са подсъдни само на Върховния федерален съд.Записът дава основание срещу Дилма и Да Силва да бъде възбудено разследване за възпрепятстване на правосъдието, прекратено през 2022 г. поради изтекла давност, въпреки че съдията от Върховния федерален съд Теори Заваски обявява въпросния запис за незаконен, тъй като се оказва, че е направен, след като Върховният съд вече е бил постановил прекратяване на подслушването. Малко по-късно Месиас потвърждава ролята си в събитията, като подчертава, че действията му са били изцяло в съответствие със задълженията му на специален помощник по юридическите въпроси, какъвто е бил по това време в Президенството.
През ноември 2022 г. Месиас събира най-голяма подкрепа от своите колеги при изготвянето на списъка с шестима кандидати за главен адвокат на Съюза, номинирани от Националния съюз на финасовите прокурори (Sinprofaz), Националната асоциация на членовете от кариерата на Главната адвокатура (Anajur) и от Националната асоциация на адвокатите на Съюза (Anauni).